# ユーカリ
ユーカリ（有加里、有加利）はフトモモ科ユーカリ属（Eucalyptus）の樹木の総称。常緑高木となるものが多い。2020年の時点では900種近くの種類が存在すると推定されている。
和名のユーカリは、属名の英語読み「ユーカリプタス」を短縮したもの。学名の語源は eu-（真に・強く・良く）＋ kalyptós（…で覆った）、つまり「良い蓋」を意味するギリシア語をラテン語化したもの。蕾のがくと花弁が合着して蓋状となること、あるいは乾燥地でもよく育って大地を緑で被うことに由来して命名されたとされる。漢語では「桉樹」と書く。
なお、Corymbia、Angophora 等の近縁の数属もユーカリと共に扱われることがある。
多くがオーストラリアに分布するが、世界各地で移植・栽培されている（参照: 利用）。コアラの食物としてもよく知られている（参照: #コアラの食料）。

## 特徴と分布

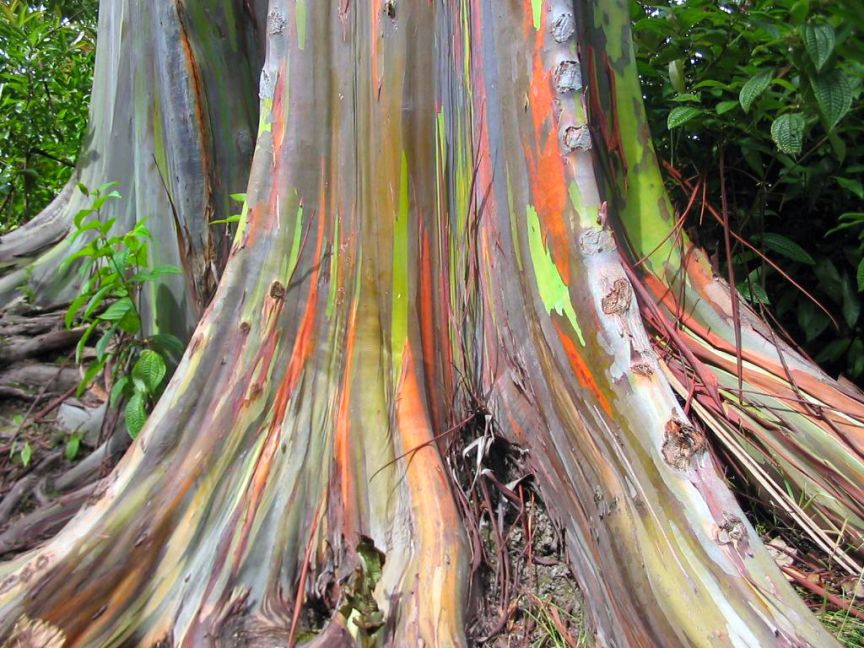
カメレレの木の根本。

2000年までの段階では400 - 500種が知られており、そのほとんどがタスマニア州含めオーストラリア全域に分布するものとされたが、すぐ北のニューギニアやマレー群島区系に生育するものもわずかながら存在し、カメレレ（Eucalyptus deglupta）のようにむしろオーストラリアでは一切自然分布が確認されていない種も存在する。成長がとても早く、材木として注目される。70メートルを超える高さになるものから、5メートル程で枝分かれする種類もある。
オーストラリアという隔離された地域において著しい数の種（）に分化しているが、属としては非常にまとまっており、次のような共通した特徴を持つ。
- 樹皮は長い紐状に剥がれ、滑らかな木肌のものが多い[5]。
- 葉は幼木の時は幅が広く、しばしば無柄で対生であるが、成木になると細長い披針形になることが多く、有柄かつ互生に変化する[5]。表面も裏面も青灰色で、精油分を含んでいるため透かすと油点の散在が見られ、揉むと芳香がする。
- 花の蕾（）は萼筒が倒円錐形か鐘形であり、萼片と花弁の合着した蓋（英: operculum）が存在するが、この蓋は開花の際に脱落する。雄蕊（）は多数存在する。
- 果実は蒴果で多数の小さな種子が含まれる。

ユーカリは、根を非常に深くまで伸ばし地下水を吸い上げる力が強いので、成長が早い。インド北部のパンジャーブ地方の砂漠化した地域の緑化に使われて、成功した。旱魃（）に苦しんでいた地方が5年程で甦った例がある（参照：杉山龍丸）。また東南アジアでは熱帯林を伐採した跡の緑化樹として用いられている。
オーストラリアでは自然発火による山火事が多いが、ユーカリがその一因である。ユーカリの葉はテルペンを放出するが、気温が高いとその量が多くなるので、夏期にはユーカリ林のテルペン濃度はかなり上昇する。テルペンは引火性であるため、何かの原因で発火した場合、燃え広がり山火事になるのである。樹皮が非常に燃えやすく、火がつくと幹から剥がれ落ちるので、幹の内側は燃えずに守られる。根に栄養をたくわえており、火事の後も成長し続けることができ、新しい芽をつけることもできる。
樹幹上にキノと呼ばれる赤褐色の樹脂状物質を出すことが多い。
オーストラリアに見られるユーカリ類の林は、雨量と気温の観点から次の3つの型に分けることが可能である。
1. 湿潤ユーカリ林 …… 南東部および南西端部の年間雨量750-1000ミリメートルの地域に発達し、密生した高木性のユーカリ林を形成する。この型の林では樹高が数10メートルにまで及ぶ種も多く、特にセイタカユーカリ（Eucalyptus regnans）は広葉樹としては世界最高の樹高97メートル、直径7.5メートルのものが記録されている。
2. 乾燥ユーカリ林 …… 年間雨量500-750ミリメートル（南部）あるいは750-1500ミリメートルの地域に成立し、高木のユーカリ類を主体とするまばらな林（疎林）を形成する。
3. マリ（mallee）…… 南部の年間雨量250-500ミリメートルの範囲に成立し、低木のユーカリ類がやや散生的に生育する叢林（）を形成する。

## 発芽方法
オーストラリアの気候は乾燥しており、山火事が頻繁に起こる。ユーカリの種は、山火事を経験した後の降雨により発芽すると言われている。人工的にこの条件を満たすには、フライパンで種をさっと煎ったり、熱湯をかけたり、用土を燻煙処理したりする。ただし特別な処理を行なわなくても発芽する種類がほとんどである。

## 歴史

Eucalyptus obliqua のホロタイプ（正基準標本）。この標本が今日知られている全てのユーカリ属の種の基準となっている。

ユーカリを発見し最初に紹介したのはイギリスの植物学者ジョセフ・バンクスとされ、ジェームズ・クックによる太平洋探検の第一回航海（1768年 - 1771年）に同行したときである。
ただし、ユーカリがヨーロッパ人に知られたのは16世紀前半に東ティモールがポルトガルの植民地とされた頃と考えられている。東ティモールに分布しているユーカリは少なくともポプラガム（Eucalyptus alba）とウロフィラユーカリ（Eucalyptus urophylla）の2種である。
フランスのシャルル・ルイ・レリティエ・ド・ブリュテルが史上初めてユーカリ属の種として新種記載したのはオーストラリア南東部の湿潤地域産のメスメート・ストリンギーバルクこと Eucalyptus obliqua で、記載に用いられた標本はジェームズ・クックの3度目の航海（1777年）に同行したデイヴィッド・ネルソンが現タスマニア州ブルニー島のアドベンチャー湾で採取したものである。フランスでは、1802年に南フランスのトゥーロンに初めて植樹され、1804年に皇后ジョセフィーヌによりマルメゾン城にも植えられた。

## 英名

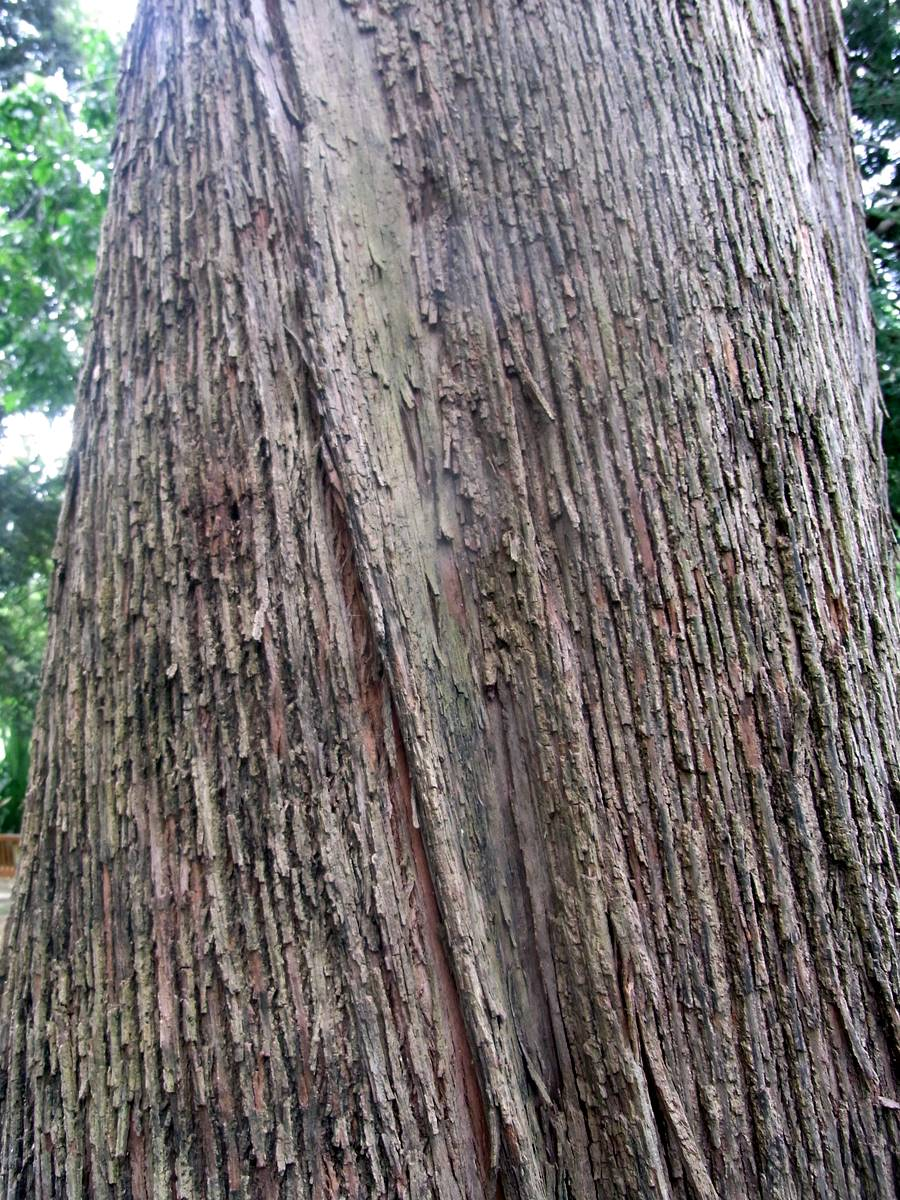
アイアンバークの例、Eucalyptus siderophloia（シドニー王立植物園にて）

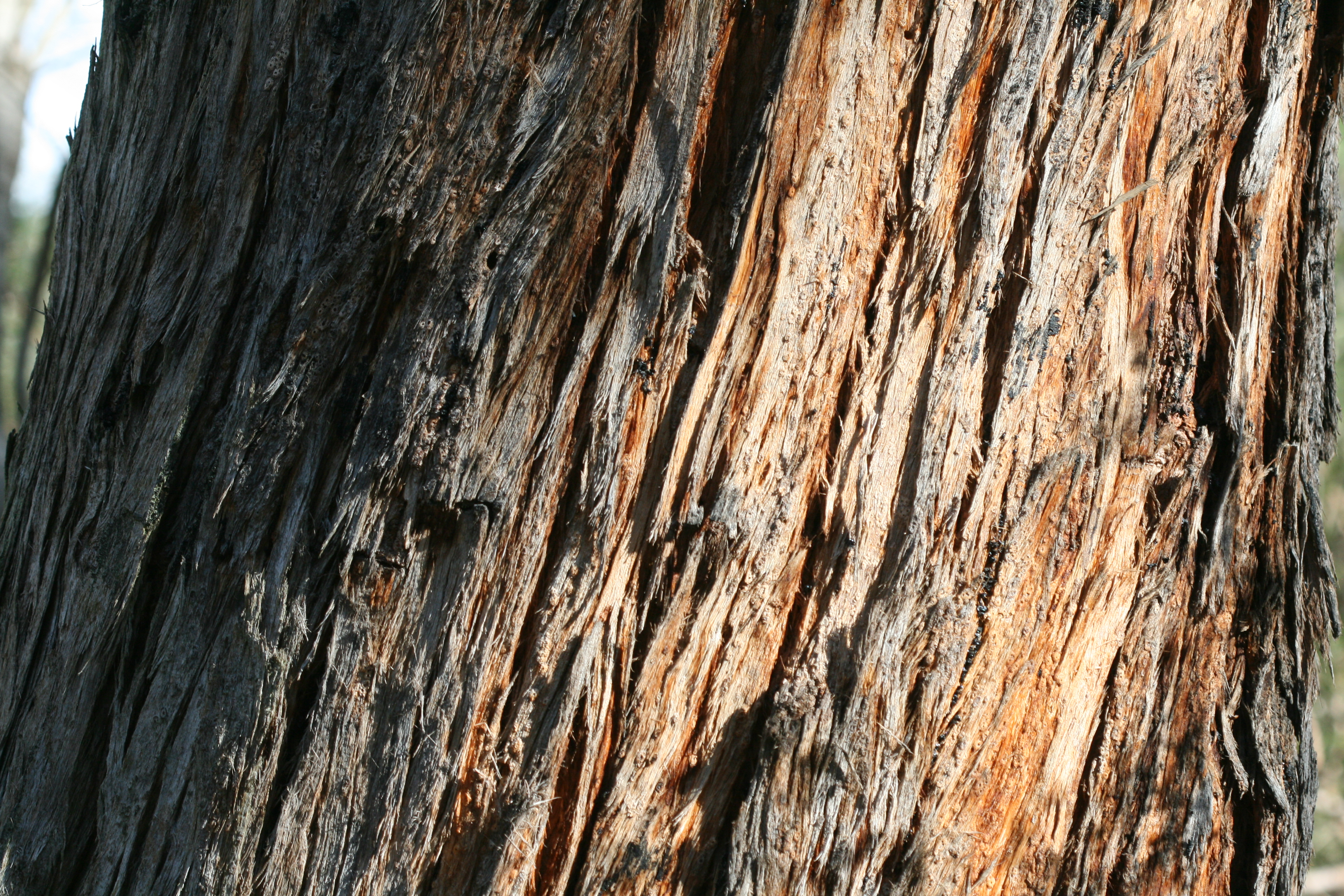
ストリンギーバークの例、メスメート・ストリンギーバルク（メルボルン郊外ブラックバーン・レイクにて）

ユーカリ属はオーストラリアに様々な種が分布するという関係上、その公用語である英語の呼称がついた種がいくつも見られるが、複数の種に特定の共通した呼称が使用されている例も見られる。こうした呼称からはある程度その種の特徴を窺い知ることが可能である。数例を以下に挙げることとする。
- ironbark (tree) アイアンバーク …… iron〈鉄〉 + bark〈樹皮〉で、樹皮が簡単には剥離しない（難剥性）ものを指す[9]（例: Eucalyptus siderophloia、アカゴムノキ (red) ironbark こと Eucalyptus sideroxylon）。
- mallee マリ …… 複数の茎が単一の木質塊茎（英語版）から生えるタイプを指す[10]（例: ミドリユーカリ green mallee こと Eucalyptus viridis）
- peppermint ペパーミント …… この呼称がついたグループには精油が得られるものが多い[4]（例: broad-leaved peppermint ことユーカリ・ディベス Eucalyptus dives、narrow-leaved peppermint ことユーカリ・ラジアータ Eucalyptus radiata）。
- stringybark (tree) ストリンギーバーク …… stringy〈糸のような〉+ bark〈樹皮〉で、樹皮が容易に剥離する（易剥性）ものを指す[9]（例: ホワイトストリンギイバークこと Eucalyptus eugenioides、メスメート・ストリンギーバルクこと Eucalyptus obliqua）。

また#分布と特徴で触れたように樹幹に樹脂の滲出が見られることからユーカリ属の木は gum あるいは gum-tree と総称されることがある。

## 主な種

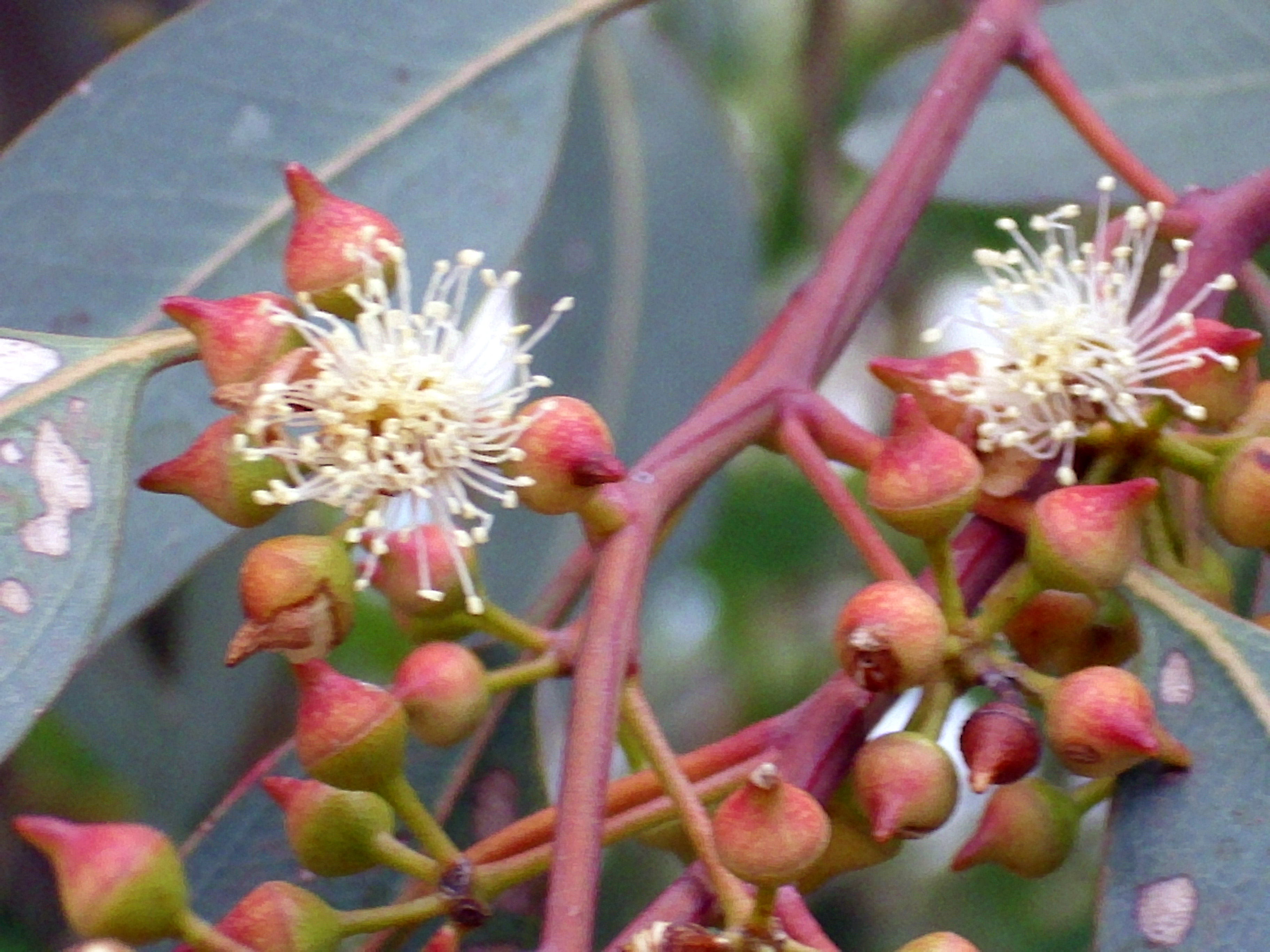
セキザイユーカリの花と蕾

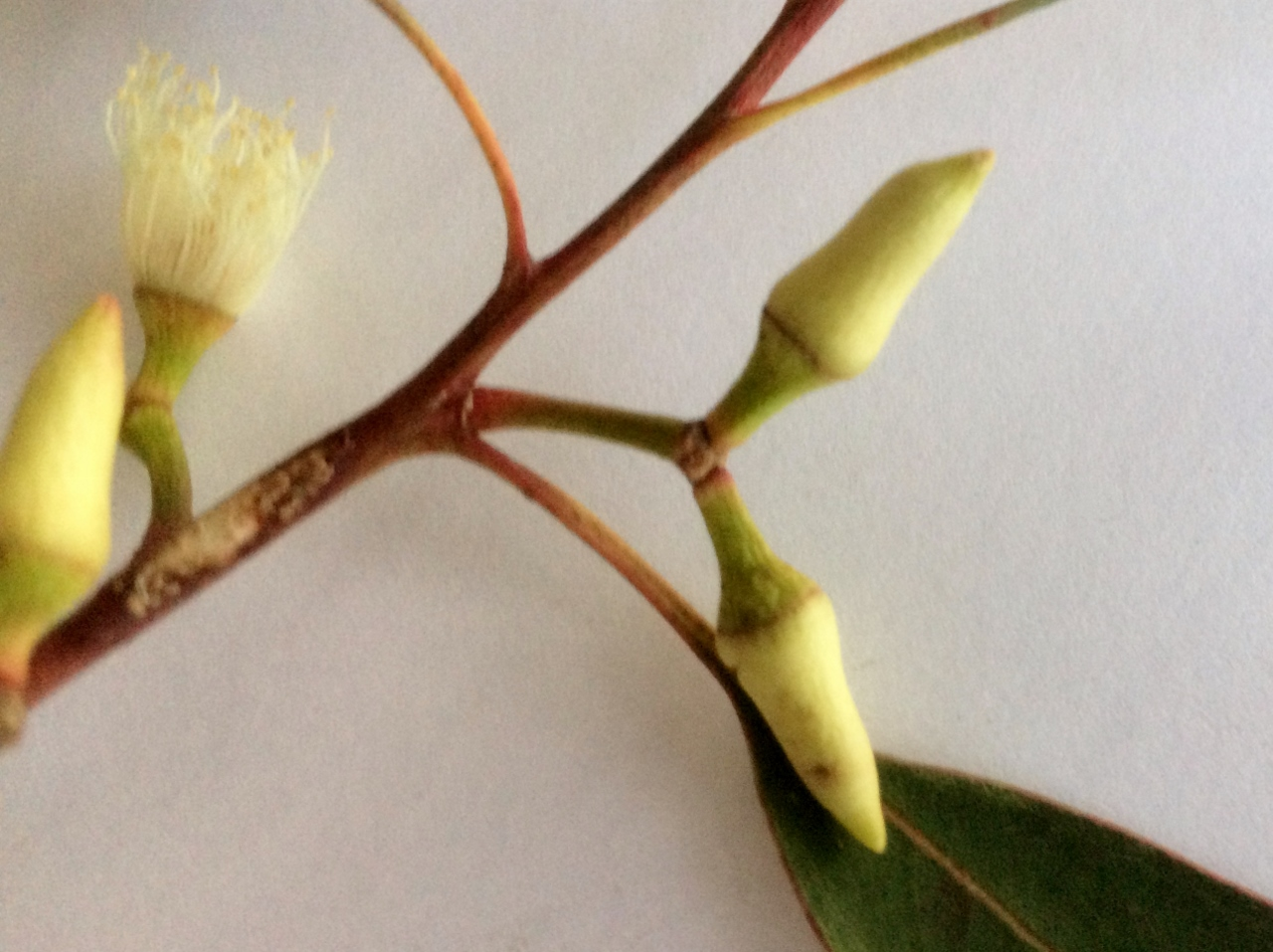
クーパーユーカリの花と蕾

ここでは日本語文献において言及例が存在するもののみを取り上げる。それ以外のものに関してはユーカリ属の一覧を参照。和名は特に断りがない限り「米倉浩司・梶田忠 (2003-). 「BG Plants 和名－学名インデックス」（YList）、英名、属と種の間の細分化、分布情報は特に断りがない限り Slee et al. (2020) による。
| 学名                                                                        | 和名                                                           | 英名                                                     | 細分化                                                                | 分布 | 備考 |
| --------------------------------------------------------------------------- | -------------------------------------------------------------- | -------------------------------------------------------- | --------------------------------------------------------------------- | --- | --- |
| Eucalyptus acmenoides Schauer                                               | ホワイトマホガニー（別名: シロマホガニー）                     | white mahogany                                           | Eucalyptus亜属、Amentum                                               | オーストラリアのクイーンズランド州からニューサウスウェールズ州にかけて                                                           | 熱帯植物研究会 (1996) では Eucalyptus triantha Link のシノニム扱いとされているが、この E. triantha は記載時にタイプの引用が行われなかったこともあって、後に素性が疑わしい学名として扱われている。 |
| Eucalyptus alba Reinw. ex Blume                                             | ポプラガム                                                     | white gum, mottled gum                                   | Symphyomyrtus亜属Exsertaria節Subexsertae列Applanatae亜列              | 東ティモール、ニューギニア、西オーストラリア州、ノーザンテリトリー北部                                                           | - Slee et al. (2020) はオーストラリア産のものを var. australasica Blakely & Jacobs として区別し、基本変種は東ティモールにしか分布しないものとしている。 - Chippendale (1988:313) は poplar gum の名を別種 Eucalyptus platyphylla F.Muell. にあてている。 - Chippendale (1988:312) はクイーンズランド州も分布域に含めていたが、その時引用された標本 S.T. Blake 19944 および M.I.H. Brooker 4103 はいずれも後に E. platyphylla と再同定されている。 |
| Eucalyptus amygdalina Labill.                                               | ナガバユーカリ                                                 | black peppermint                                         | Eucalyptus亜属Aromatica節Insulanae列                                  | オーストラリアのタスマニア州固有                                                                                                 | 初島 (1976) ではセイタカユーカリとして紹介。 |
| Eucalyptus blakelyi Maiden                                                  | ユーカリプタス・ブレークリー                                   | Blakely's redgum                                         | Symphyomyrtus亜属Exsertaria節Erythroxylon列                           | ニューサウスウェールズ州、クイーンズランド州南東部、ヴィクトリア州                                                               | |
| Eucalyptus botryoides Sm.                                                   | ヒロハユーカリ（別名: サウザンマホガニー）                     | southern mahogany                                        | Symphyomyrtus亜属Latoangulatae節Annulares列                           | ニューサウスウェールズ州（南海岸）、ヴィクトリア州東部                                                                           | |
| Eucalyptus brassiana S.T.Blake                                              | ケープヨーク・レッドガム                                       | Cape York red gum, gum-topped peppermint                 | Symphyomyrtus亜属Exsertaria節Phaeoxylon列                             | パプアニューギニア南部; クイーンズランド州（ヨーク岬半島）                                                                       | |
| Eucalyptus caesia Benth.                                                    | ケショウユーカリ                                               | caesia                                                   | Symphyomyrtus亜属Bisectae節Destitutae亜節Caesiae列                    | 西オーストラリア州南西部 | |
| Eucalyptus camaldulensis Dehnh.                                             | セキザイユーカリ（別名: リバー・レッドガムなど）               | river red gum                                            | Symphyomyrtus亜属Exsertaria節Rostratae列                              | タスマニア州を除くオーストラリア全土                                                                                             | - 2020年時点でオーストラリア産ユーカリ属の中で最も分布域が広い種とされている。 - オーストラリア北部のコアラの好物。 - 用途は多岐にわたる。詳細は個別記事を参照。 |
| Eucalyptus cinerea F.Muell. ex Benth.                                       | ギンマルバユーカリ（別名: スパイラルユーカリ）                 | Argyle apple, mealy stringybark                          | Symphyomyrtus亜属Maidenaria節Euryotae亜節Argyrophyllae列              | ニューサウスウェールズ州、ヴィクトリア州北東部                                                                                   | |
| Eucalyptus cladocalyx F.Muell.                                              | ボウガクユーカリ                                               | sugar gum                                                | Symphyomyrtus亜属Sejunctae節                                          | 南オーストラリア州固有 | |
| Eucalyptus coccifera Hook.f.                                                | タスマニアシロユーカリ                                         | Tasmanian snow gum                                       | Eucalyptus亜属Aromatica節Insulanae列                                  | タスマニア州 | |
| Eucalyptus coolabah Blakely & Jacobs                                        |                                                                | coolabah, coolibah                                       | Symphyomyrtus亜属Adnataria節Apicales亜節Aquilonares列Protrusae亜列    | 西オーストラリア州、ノーザンテリトリー、クイーンズランド州、ニューサウスウェールズ州、南オーストラリア州                         | かつては Chippendale (1988:379) 等のように E. microtheca のシノニム扱いとする学者がいた。 |
| Eucalyptus cordata Labill.                                                  | ギンイロユーカリ（別名: エンシンユーカリ）                     | heart-leaved silver gum                                  | Symphyomyrtus亜属Maidenaria節Euryotae亜節Orbiculares列                | タスマニア州固有 | |
| Eucalyptus cornuta Labill.                                                  | ユーカリプタス・コルヌータ                                     | yate                                                     | Symphyomyrtus亜属Bisectae節Hadrotes亜節Cornutae列                     | 西オーストラリア州固有 | |
| Eucalyptus dalrympleana Maiden                                              | ダルリンプルユーカリ                                           | mountain (white) gum, white gum, broad-leaved ribbon gum | Symphyomyrtus亜属Maidenaria節Euryotae亜節Viminales列Circulares亜列    | ニューサウスウェールズ州、ヴィクトリア州、タスマニア州                                                                           | |
| Eucalyptus deglupta Blume                                                   | カメレレ（別名: カマレレ、レインボーガム）                     | kamarere, rainbow gum                                    |                                                                       | フィリピン、インドネシア（スラウェシ、モルッカ諸島、イリアンジャヤ）、パプアニューギニア（ニューギニア、ビスマルク諸島）         | 樹皮が虹色; オーストラリアに分布しないユーカリの一つ。 |
| Eucalyptus delegatensis R.T.Baker                                           | アルパインアッシュ                                             | alpine ash, gum-topped stringybark, white-top            | Eucalyptus亜属Cineraceae節Fraxinales列                                | ニューサウスウェールズ州南部、ヴィクトリア州東部、タスマニア州                                                                   | 木材が利用。 |
| Eucalyptus diversicolor F.Muell.                                            | カリーガム（別名: カリー）                                     | karri                                                    | Symphyomyrtus亜属Inclusae節                                           | 西オーストラリア州固有 | 木材が利用。 |
| Eucalyptus dives Schauer                                                    | ユーカリ・ディベス                                             | broad-leaved peppermint, blue peppermint                 | Eucalyptus亜属Aromatica節Radiatae列                                   | ニューサウスウェールズ州、ヴィクトリア州南部                                                                                     | アロマセラピー用の精油の原料。 |
| Eucalyptus eugenioides Sieber ex Spreng.                                    | ホワイトストリンギイバーク                                     | thin-leaved stringybark, white stringybark               | Eucalyptus亜属、Capillulus、Pachyphloius                              | クイーンズランド州南東部からニューサウスウェールズ州南部                                                                         | |
| Eucalyptus globulus Labill.                                                 | ユーカリ（別名: ユーカリノキ、サウザンブルーガム）             | Tasmanian blue gum                                       | Symphyomyrtus亜属Maidenaria節Euryotae亜節Globulares列Euglobulares亜列 | ニューサウスウェールズ州（東部）、ヴィクトリア州（中央部、南部）、タスマニア州                                                   | |
| Eucalyptus gomphocephala A.Cunn. ex DC.                                     | ツワート                                                       | tuart, tewart                                            | Symphyomyrtus亜属Bolites節                                            | 西オーストラリア州固有 | 木材が利用。 |
| Eucalyptus grandis W.Hill ex Maiden                                         | ローズガム                                                     | flooded gum, rose gum                                    | Symphyomyrtus亜属Latoangulatae節Transversae列                         | ニューサウスウェールズ州、クイーンズランド州北部                                                                                 | |
| Eucalyptus gunnii Hook.f.                                                   | グングヌユーカリ（別名: ハッカゴムノキ、ヒメユーカリ）         | cider gum                                                | Symphyomyrtus亜属Maidenaria節Euryotae亜節Orbiculares列                | タスマニア州固有 | リズデイルら (2007) は「コマルバユーカリ」の名で紹介。 |
| Eucalyptus haemastoma Sm.                                                   | ホワイトガム                                                   | scribbly gum                                             | Eucalyptus亜属Cineraceae節Psathyroxylon列Haemastomae亜列              | ニューサウスウェールズ州固有 | Chippendale (1988) は white gum の名は E. alba にあてている。 |
| Eucalyptus leucoxylon F.Muell.                                              | ヤナギユーカリ（別名: イエローガム）                           | yellow gum, blue-gum, white ironbark                     | Symphyomyrtus亜属Adnataria節Terminales亜節Melliodorae列Leucoxylon亜列 | 南オーストラリア州南東部、ヴィクトリア州（西部、中央部）、ニューサウスウェールズ州                                               | |
| Eucalyptus longifolia Link                                                  | ウーリイバット                                                 | woollybutt                                               | Symphyomyrtus亜属Similares節                                          | ニューサウスウェールズ州海岸部（ヴィクトリア州との境界にまで肉薄）                                                               | |
| Eucalyptus macrocarpa Hook.                                                 | オオミユーカリ                                                 | mottlecah                                                | Symphyomyrtus亜属Bisectae節Destitutae亜節Curviptera列Xylocarpae亜列   | 西オーストラリア州固有 | |
| Eucalyptus marginata Donn ex Sm.                                            | ジャラ                                                         | jarrah                                                   | Eucalyptus亜属Longistylus節、Arboreae、Occidentales                   | 西オーストラリア州 | 木材が利用。 |
| Eucalyptus melliodora A.Cunn. ex Schauer                                    | シダレユーカリ（別名: イエローボックス、ミツノカユーカリ）     | yellow (iron)box, honey box                              | Symphyomyrtus亜属Adnataria節Terminales亜節Melliodorae列Leucoxylon亜列 | クイーンズランド州、ニューサウスウェールズ州、ヴィクトリア州                                                                     | |
| Eucalyptus microcorys F.Muell.                                              | タローウッド                                                   | tallow(-)wood                                            | Alveolata亜属                                                         | ニューサウスウェールズ州北東部、クイーンズランド州                                                                               | |
| Eucalyptus microtheca F.Muell.                                              | ビヤクユーカリ（別名: フラッデッドボックス、クーリバー）       | 備考欄参照                                               | Symphyomyrtus亜属Adnataria節Apicales亜節Aquilonares列Protrusae亜列    | 西オーストラリア州、ノーザンテリトリー、クイーンズランド州                                                                       | Chippendale (1988:379) は E. coolabah をシノニムとして含めており、英名として coolibah をあてていた。 |
| Eucalyptus nicholii Maiden & Blakely                                        | ユーカリプタス・ニコリー                                       | narrow-leaved black peppermint                           | Symphyomyrtus亜属Maidenaria節Triangulares亜節Acaciiformes列           | ニューサウスウェールズ州固有 | |
| Eucalyptus obliqua L'Hér.                                                   | メスメート・ストリンギーバルク                                 | messmate stringybark                                     | Eucalyptus亜属Eucalyptus節Eucalyptus列                                | 南オーストラリア州、ヴィクトリア州南部、タスマニア州、ニューサウスウェールズ州東部、クイーンズランド州南東部                     | - ユーカリ属のタイプ種。（参照: #歴史） - 木材が利用。 |
| Eucalyptus pauciflora Sieber ex Spreng.                                     | ミヤマユーカリ（別名: スノーガム）                             | snow gum, cabbage gum, white sally                       | Eucalyptus亜属Cineraceae節Pauciflorae列                               | クイーンズランド州南東端、ニューサウスウェールズ州、ヴィクトリア州南部、タスマニア州（中央部、北東部）、南オーストラリア州南東部 | |
| Eucalyptus perriniana F.Muell. ex Rodway                                    | ツキヌキユーカリ                                               | spinning gum                                             | Symphyomyrtus亜属Maidenaria節Euryotae亜節Orbiculares列                | ニューサウスウェールズ州南東部、ヴィクトリア州東部、タスマニア州                                                                 | |
| Eucalyptus pilularis Sm.                                                    | ブラックバット                                                 | blackbutt                                                | Eucalyptus亜属Pseudophloius節                                         | ニューサウスウェールズ州南東端からクイーンズランド州南東部にかけて                                                               | |
| Eucalyptus piperita J.White                                                 | シドニーペパーミント（別名: ペパーミントユーカリ）             | Sydney peppermint                                        | Eucalyptus亜属Cineraceae節Piperitales列                               | ニューサウスウェールズ州固有 | |
| Eucalyptus polyanthemos Schauer                                             | シラカネユーカリ（別名: ツゲユーカリ）                         | red box                                                  | Symphyomyrtus亜属Adnataria節Terminales亜節Heterophloiae列             | ニューサウスウェールズ州、ヴィクトリア州（中央部、東部）                                                                         | |
| Eucalyptus populnea F.Muell.（シノニム: E. populifolia Hook., nom. illeg.） | ベンビルボックス                                               | poplar box, bimbil box                                   | Symphyomyrtus亜属Adnataria節Apicales亜節Buxeales列Amissae亜列         | ニューサウスウェールズ州（西部）、クイーンズランド州（中央部、南東部）                                                           | |
| Eucalyptus propinqua H.Deane & Maiden                                       | グレイガム                                                     | (small-fruited) grey gum                                 | Symphyomyrtus亜属Latoangulatae節Lepidotae-Fimbriatae列                | ニューサウスウェールズ州からクイーンズランド州南東部にかけて                                                                     | |
| Eucalyptus pulverulenta Sims                                                | マルバユーカリ                                                 | silver-leaved mountain gum                               | Symphyomyrtus亜属Maidenaria節Euryotae亜節Orbiculares列                | ニューサウスウェールズ州固有 | 初島 (1976) は別名として「コマルバユーカリ」を併記。 |
| Eucalyptus punctata DC.                                                     | グレイアイアンガム                                             | grey gum                                                 | Symphyomyrtus亜属Latoangulatae節Lepidotae-Fimbriatae列                | ニューサウスウェールズ州南海岸からクイーンズランド州南東部にかけて                                                               | オーストラリア北部のコアラの好物。 |
| Eucalyptus radiata Sieber ex DC.                                            | ユーカリ・ラジアータ、ユーカリ・ラディアタ                     | narrow-leaved peppermint                                 | Eucalyptus亜属Aromatica節Radiatae列                                   | ヴィクトリア州中央部、ニューサウスウェールズ州、クイーンズランド州南東部、タスマニア州北部                                       | アロマセラピー用の精油の原料。 |
| Eucalyptus regnans F.Muell.                                                 | セイタカユーカリ（別名: マウンテンアッシュ）                   | mountain ash, swamp gum, stringy gum                     | Eucalyptus亜属Regnantes節                                             | ヴィクトリア州東部高地、タスマニア州（北東部や北部など）                                                                         | - 命名者であるミュラー自身の手により E. amygdalina var. regnans と分類されたことがある。 - 木材が利用。 |
| Eucalyptus resinifera J.White                                               | レッドマホガニー                                               | red mahogany, red messmate                               | Symphyomyrtus亜属Latoangulatae節Annulares列                           | ニューサウスウェールズ州南海岸からクイーンズランド州にかけて                                                                     | |
| Eucalyptus robusta Sm.                                                      | オオバユーカリ（別名: ロブスタユーカリ、テリハユーカリ）       | swamp mahogany, swamp messmate                           | Symphyomyrtus亜属Latoangulatae節Annulares列                           | ニューサウスウェールズ州からクイーンズランド州南東部にかけて                                                                     | |
| Eucalyptus rubida H.Deane & Maiden                                          | ユーカリプタス・ルビダ                                         | candlebark, ribbon gum, white gum                        | Symphyomyrtus亜属Maidenaria節Euryotae亜節Viminales列Circulares亜列    | タスマニア州東部、ヴィクトリア州、ニューサウスウェールズ州                                                                       | Chippendale (1988:365) に見られるようにかつては南オーストラリア州にも分布すると考えられていたが、チッペンデールが引用した標本 E.H. Ising s.n. は後にダルリンプルユーカリ（の基本亜種）と再同定されている。 |
| Eucalyptus saligna Sm.                                                      | シドニーブルーガム                                             | (Sydney) blue gum                                        | Symphyomyrtus亜属Latoangulatae節Transversae列                         | ニューサウスウェールズ州南海岸部からクイーンズランド州南東部にかけて                                                             | |
| Eucalyptus siderophloia Benth.                                              | ブロードリーブドアイアンバーク                                 | ironbark                                                 | Symphyomyrtus亜属Adnataria節Apicales亜節Siderophloiae列Subglaucae亜列 | クイーンズランド州南部、ニューサウスウェールズ州                                                                                 | Chippendale (1988:404) は broad-leaved ironbark の名は別種 Eucalyptus fibrosa F.Muell. subsp. fibrosa（シノニム: E. siderophloia var. rostrata）にあてている。 |
| Eucalyptus sideroxylon A.Cunn. ex Woolls                                    | アカゴムノキ（別名: レッドアイアンバーク）                     | (red) ironbark, mugga                                    | Symphyomyrtus亜属Adnataria節Terminales亜節Melliodorae列Solidae亜列    | クイーンズランド州南東部、ニューサウスウェールズ州、ヴィクトリア州北部                                                           | |
| Eucalyptus tereticornis Sm.                                                 | クーパーユーカリ（別名: フォーレストレッドガム、モリユーカリ） | forest red gum, blue gum, red irongum                    | Symphyomyrtus亜属Exsertaria節Erythroxylon列                           | ニューギニア南部、オーストラリア東部3州（クイーンズランド州、ニューサウスウェールズ州、ヴィクトリア州）の東部                    | オーストラリア北部のコアラの好物。 |
| Eucalyptus urophylla S.T.Blake                                              | ウロフィラユーカリ                                             |                                                          |                                                                       | 東ティモール | オーストラリアに分布しないユーカリの一つ。 |
| Eucalyptus urnigera Hook.f.                                                 | ツボミユーカリ                                                 | urn gum                                                  | Symphyomyrtus亜属Maidenaria節Euryotae亜節Orbiculares列                | タスマニア州南東部に固有 | |
| Eucalyptus viminalis Labill.                                                | リボンガム                                                     | manna gum, ribbon gum, white gum                         | Symphyomyrtus亜属Maidenaria節Euryotae亜節Viminales列Lanceolatae亜列   | 南オーストラリア州南東部、ヴィクトリア州、ニューサウスウェールズ州、タスマニア州                                                 | - オーストラリア南部のコアラの好物。 - Chippendale (1988:358) はクイーンズランド州南東部も分布域に含めていたが、その時引用された標本 L. Pedley 7407 は後に別種 Eucalyptus nobilis L.A.S.Johnson & K.D.Hill と再同定されている。 |
| Eucalyptus viridis R.T.Baker                                                | ミドリユーカリ                                                 | green mallee                                             | Symphyomyrtus亜属Adnataria節Apicales亜節Buxeales列Continentes亜列     | 南オーストラリア州南東部、ヴィクトリア州、ニューサウスウェールズ州中西部、クイーンズランド州                                     | |

また、以下はユーカリ属に分類されていた段階で「…ユーカリ」という和名がつけられたものの、1995年にCorymbia属に組み替えられたものである。こちらも分布情報は Slee et al. (2020) による。
| 学名                                                   | シノニム                      | 和名                                                                 | 英名                           | 分布                                                                   | 備考                           |
| ------------------------------------------------------ | ----------------------------- | -------------------------------------------------------------------- | ------------------------------ | ---------------------------------------------------------------------- | ------------------------------ |
| Corymbia citriodora (Hook.) K.D.Hill & L.A.S.Johnson   | Eucalyptus citriodora Hook.   | レモンユーカリ                                                       | lemon-scented gum, spotted gum | オーストラリアのニューサウスウェールズ州からクイーンズランド州にかけて | アロマセラピー用の精油の原料。 |
| Corymbia ficifolia (F.Muell.) K.D.Hill & L.A.S.Johnson | Eucalyptus ficifolia F.Muell. | ベニバナユーカリ（別名: アカバナユーカリ、レッドフラワリング・ガム） | red-flowering gum              | 西オーストラリア州固有                                                 |                                |
| Corymbia gummifera (Gaertn.) K.D.Hill & L.A.S.Johnson  | Eucalyptus corymbosa Sm.      | タマザキユーカリ（別名: レッドブラッドウッド）                       | red bloodwood                  | クイーンズランド州南東部、ニューサウスウェールズ州、ヴィクトリア州東端 |                                |

## 利用
オーストラリア先住民（アボリジニ）は傷を癒すのに葉を利用した。葉から取れる精油は殺菌作用や抗炎症作用、鎮痛・鎮静作用があるとされ、医薬品やアロマテラピーなどに用いられる。また、健康茶等としても利用される。ただし、ハーブや精油としての利用は、サプリメントや薬物との相互作用の懸念があると考えられている。
日本でも鑑賞用などとして栽培・出荷する農家が増えている。ユーカリの近くに植えた他の農作物で鳥獣の食害が減る効果もあり、ユーカリが放つ独特の香りが作用している可能性もある。ユーカリは用土の乾燥を好む品種が多く、日本で良く見かける品種のほとんどが湿地帯に生息する湿潤を好む品種である。
初期成長が早いことが注目され、人工林の樹種として利用されてきた。ブラジルでは、植栽してから6年-7年で製紙用のパルプとして収穫が生産が可能であり、ユーカリの大規模な植林地が造られている。

### パルプ原料

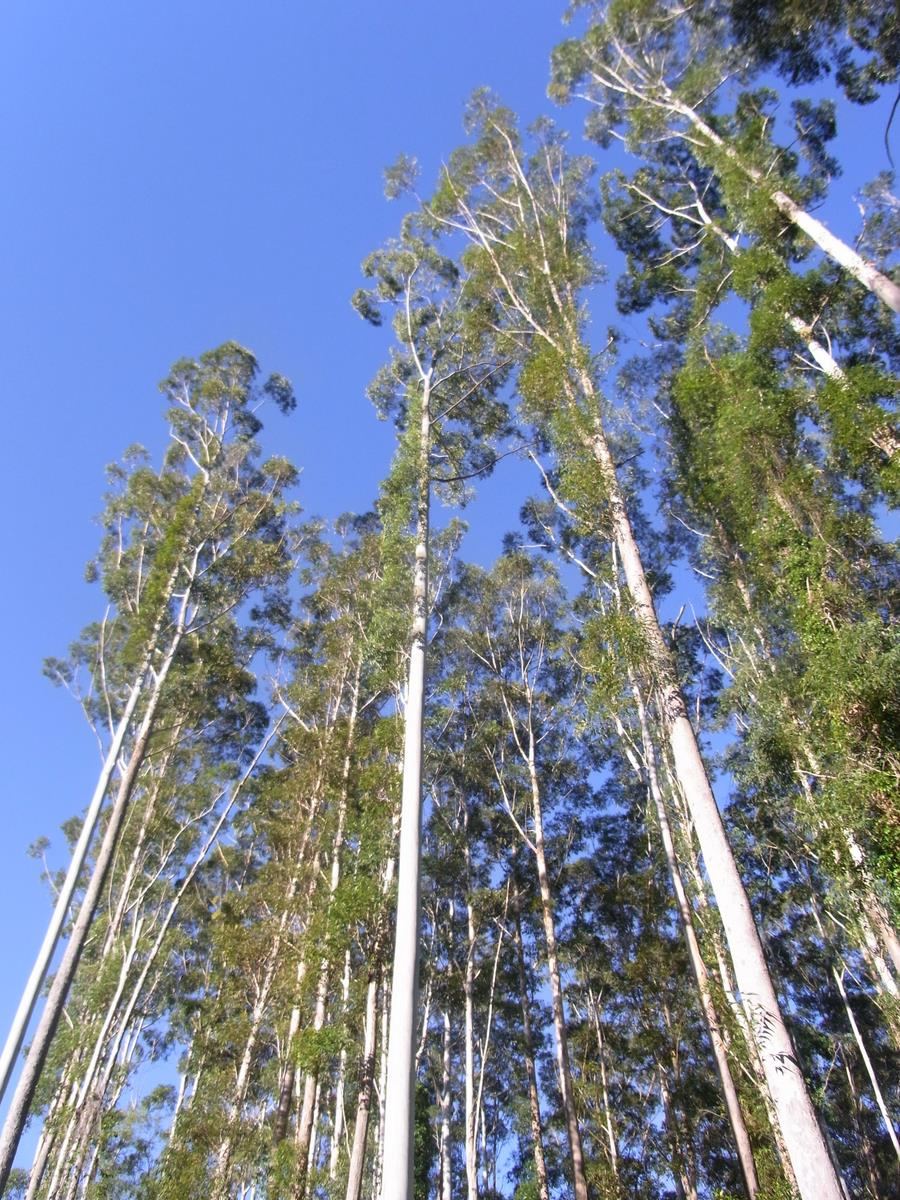
ローズガム（ユーカリプタス・グランディス）

ユーカリはオーストラリアの原産で、森の木の4分の3がユーカリと言われる。近年、ローズガム (Eucalyptus grandis) を中心に製紙パルプ用のチップ生産に使われ輸出もされているが、これによってユーカリの森林破壊が進み、有袋類の生息環境が危機にさらされている。
中華人民共和国の広東省、広西チワン族自治区、海南省などでも、製紙用原料として広く植樹が行われている。ブラジルでは、ミナスジェライス州に本社を持つパルプ製造会社セニブラ社が10万ha以上の自社林にユーカリを植栽し、7年サイクルで伐採を行い自社製品の原料としている。

### 精油

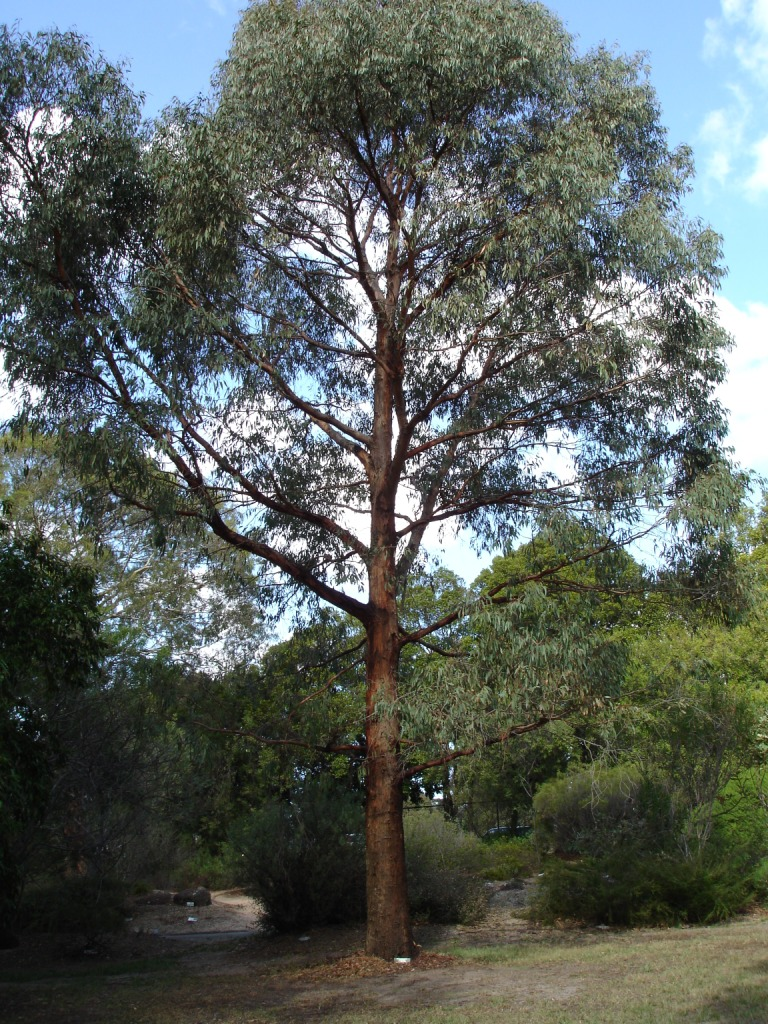
ユーカリプタス・ラディアータ

サウザンブルーガムことユーカリプタス・グロブルスから抽出されたユーカリ油は、イギリスで医薬品として認証されており、気道のカタル性炎症（内服、外用）やリウマチの諸症状（外用）に利用される。分泌腺の機能亢進、去痰、おだやかな鎮痙効果・局所的充血作用などの効能があり、のど飴や吸入剤、塗布剤、軟膏、消毒薬などに用いられる。咳を静め痰を減らす効果があるとして、気管支炎、咳、インフルエンザなどの時に、吸入などの方法で利用されることもある。
香料としても歯磨きや菓子などに調合されている。また、防腐効果が見られる。
ユーカリ油に含まれる成分はシネオール、ピネン、シトロネラール、など。市販されるユーカリプタス・グロブルス、ユーカリプタス・ラディアータの精油は非常に安価であるため、合成成分の添加などの偽和はほとんど行われない。ユーカリプタス・グロブルス、ユーカリプタス・ラディアータ以外のユーカリ属の精油は、毒物学的な試験は行われていない。

#### 禁忌・中毒
ヒトに外用に用いた場合、一般に毒性・感作性・光毒性はないとされるが、外用した場合に精油成分が呼吸器から吸収される可能性がある。内服や蒸気発生装置などでの利用で中毒が見られ、内服で複数の致死例が報告されている。喘息患者の気管支炎を悪化させる可能性がある。特に乳幼児への使用は危険であり、近くでの使用も避けるべきである。アメリカのメリーランド大学のMedical Centerは、6歳未満の幼児に精油を含むのど飴を与えたり、吸入させたり、顔の近くで精油を含む製品を使うこと、また大人が精油を内服するなどは、行うべきでないとして注意を促している。ユーカリは精油・ハーブ共に医師の指導の下で使用すべきであり、特に喘息、脳卒中、肝臓病、腎臓病、低血圧、妊娠中、授乳中の人、抗がん剤のフルオロウラシルを使用中の人は、医師や植物医学分野の有資格者に相談することなく使用しないよう警告している。

### 緑化
アルカリ性土壌でも強く育つため、土壌がアルカリ性になっている乾燥地帯の緑化に使われることが多い。また、土壌をアルカリ性から酸性へと移行する。そのため、酸性の土壌に育てた場合、土壌の酸性が強くなりすぎる場合がある。

### 他の生物との関係

#### コアラ

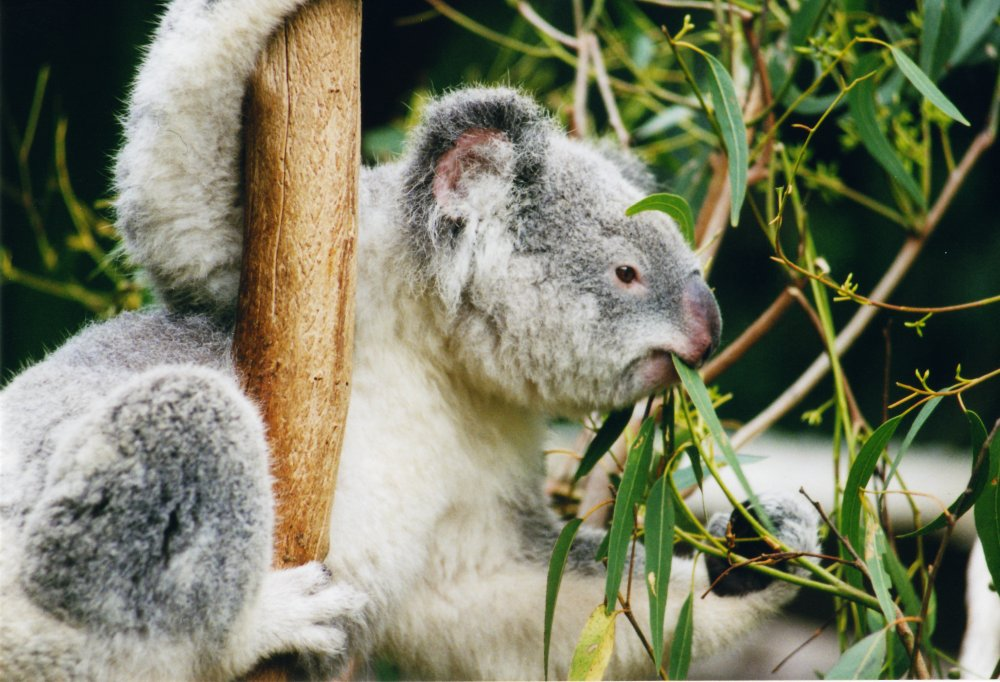
ユーカリを食べるコアラ

ユーカリはコアラの食料として知られる。コアラが食べるユーカリの種類は限られており、新芽のみをエサとする。600種類以上あるユーカリのうち、コアラが食べるのは40種類ほど。それぞれのコアラが食べるのは、生育する地方に生える14種類ほどである（参照: コアラ#コアラが好むユーカリの種類について）。

#### パロプシス
オーストラリアにのみ存在する特殊な甲虫で、ユーカリの葉を食する。700種あるユーカリのそれぞれに異なった色や形の模様を持つ多様なパロプシスがいるとされる。この色や模様は死ぬと失われる。

### 木材
ユーカリのなかには木材としての利用価値のあるものが存在する。オーストラリアでは主要な材木であるという関係上、既に述べたパルプのほか建築用から燃料用に至るまで様々な用途に用いられている。材質は樹種により軽軟-重硬、淡色-濃色と多様であるが、気乾比重0.65-1.10程度で重さが中庸-重硬のものが多い。用いられる樹種の例としてはカリー（Eucalyptus diversicolor; 心材: 帯赤褐色、気乾比重: 0.88）、ジャラ（Eucalyptus marginata; 心材: 暗赤褐色、平均気乾比重: 0.82）、セイタカユーカリ（Eucalyptus regnans; 気乾比重: 0.62）といったものが挙げられる。